# Mariage d'inclination
Pour plus de détails, voir Fiche technique et Distribution.
Mariage d’inclination est un film muet français réalisé par Daniel Riche, sorti en 1914.

## Fiche technique
- Titre : Mariage d’inclination
- Réalisation : Daniel Riche
- Scénario : Daniel Riche
- Photographie :
- Montage :
- Société de production : Société cinématographique des auteurs et gens de lettres (S.C.A.G.L)
- Société de distribution : Pathé Frères
- Pays de production :  France
- Langue : français
- Métrage : 870 mètres
- Format : Noir et blanc — 35 mm — 1,33:1 — Muet
- Genre : Comédie dramatique
- Durée : 29 minutes
- Date de sortie : 
  - France : 3 septembre 1914

## Distribution
- Paul Capellani : le docteur Paul Delaval
- Jean Chameroy : M. Malmaison
- Juliette Clarens : Suzanne Malmaison
- Jeanne Grumbach : Mme Delaval, mère du docteur